# Rudolf Jurnikl
Rudolf Jurnikl (6. února 1928 Frýdek-Místek – 16. února 2010 Praha) byl designér, sklářský výtvarník, sochař a keramik. Patřil mezi nejvýznamnější a nejúspěšnější designéry lisovaného skla.

## Život
Rudof Jurnikl se narodil ve Frýdku-Místku, kde se nejprve vyučil brusičem skla u firmy KaMa – Karel Matušek. Mistrovské zkoušky složil ve Valašském Meziříčí u dr. Volfa. Po válce (1945–1948) absolvoval obor rytí skla na Odborné škole sklářské v Kamenickém Šenově u prof. Aloise Háska. Prázdninovou praxi vykonával v ryteckém oddělení firmy Lobmeyer, kterou vedl Stephan Rath. V letech 1948–1953 studoval na Vysoké škole uměleckoprůmyslové v Praze v ateliéru prof. Karla Štipla nejprve jako student a poté další dva roky jako aspirant.
Od roku 1953 byl výtvarníkem skláren Inwald v Rudolfově huti v Teplicích, kde z jeho iniciativy vzniklo výtvarné středisko. Od roku 1960 byl prvním výtvarníkem nově založeného Výtvarně technického střediska pro lisované sklo v Teplicích, kam později nastoupili i František Vízner a Vladislav Urban. Tato trojice výtvarníků vtiskla nový výraz českému lisovanému sklu, které se v 60. letech stalo významným vývozním artiklem. Každoročně z něj podnik Skloexport vybíral exkluzivní soubor do tzv. „Generální kolekce“, určené pro domácí trh i export. Jurniklovy vzory pro n.p. OBAS (Obalové a lisované sklo) realizovaly sklárny Rudolfova huť, Heřmanova huť, Libochovice a Rosice. Lisované sklo bylo kulturním fenoménem Československa 60.–80. let a četné výrobky z té doby patří k ikonám domácího designu.

### Ocenění (výběr)
- 1965 Zlatá medaile, Trienále užitého umění v Lublani, 1. cena v celostátní soutěži za soubor lisovaného skla (ČSSR)
- 1973 Hlavní cena, 1. Mezinárodní výstava skla a porcelánu v Jablonci nad Nisou (za soubor lisovaného skla)
- 1974 Hlavní cena, Mezinárodní výstava průmyslového designu ve Valencii
- 1975 Titul vynikající výrobek roku za vázu z lisovaného skla
- celkem 7 Zlatých medailí za lisované sklo na československých veletrzích[3]

## Dílo
Rudolf Jurnikl má vrozený smysl pro organický tvarový řád, jeho přehlednost a rytmizaci. Již před počátkem 60. let se podílel na moderním designu užitkového lisovaného skla, které v té době opouští funkcionalistickou strohost a vrací se k uměřenému dekoru. Sklo tím získalo jasný výtvarný názor a dobrou a funkční estetickou úroveň, i předpoklad k uplatnění na zahraničních trzích. Mezi lety 1960–1965 vytvořil plasticky i opticky výraznou koncepci lisovaného skla a jeho návrhy šly prakticky okamžitě do výroby. Jurniklovy mísy, popelníky a vázy se vyznačují dynamicky modelovanou oblou formou, hladkými obrysy, vysokou utilitární hodnotou i respektem k požadavkům výroby. Jurniklův přínos spočívá i ve smyslu pro detail a světelnou expozici materiálu.
Rudolf Jurnikl ve svých návrzích vychází z předchozí zkušenosti rytce skla. V roce 1961 vytvořil známý dortový talíř s rastrem hustých klínových řezů, proťatých jediným kolmým řezem. Je autorem popelníku (1962), který A. Adlerová roku 1967 označila za „nejkrásnější jaký zde v posledních letech vznikl.“ Obr. in: Pro jeho designové sklo jsou typické i velké čočkovité výbrusy (Podnos, 1969).
Již počátkem 60. let si uvědomil, že výrobní technologie a množství výlisků (v té době lisovaných ručně) nebrání pojímat i lisované sklo jako umělecky náročný až přepychový doplněk interiéru. Lisařská technika vyhovuje i modernímu pojetí sklářského designu se strukturálně pojatým povrchem. Soustředil se zejména na vytvoření celých stolních souprav užitkového lisovaného skla s jednotným dekorem. V polovině 60. let vytváří graficky zjednodušené, velkoryse koncipované a esteticky vyvážené motivy listů nebo slunce, které zakomponoval do tvaru nádoby. S ornamentem pracuje jako s elementární tvůrčí kvalitou. V 70. letech za své návrhy získal domácí i mezinárodní ocenění.
Počátkem 70. let navrhoval lisované sklo dekorované florálními motivy, které se v té době vrátily na užitkové předměty nejrůznějšího druhu. Nové dekory vznikly i v souvislosti s opuštěním ručního lisování skla a převedením do strojové výroby s uplatněním nových technologií, jako lisování bez kroužku (sacofoukání) nebo odstředivé lití. Jurnikl je i autorem progresivních kvadratických váz č. 13347 a žardiniér č. 13360 s hroty z poloviny sedmdesátých let.
Kromě návrhů lisovaného skla se Jurnikl dál věnoval i autorské tvorbě komorního broušeného skla a navrhoval broušené světelné objekty, skleněné a zrcadlové stěny pro interiéry veřejných budov. Osvědčil mimořádný výtvarný cit ve využití téměř zapomenuté formy ručně broušených interiérových zrcadel (zámky, svatební síně, Min. zahraničí ČSSR). Jeho broušená zrcadla mají „blízký vztah s tendencemi kinetického a optického umění.“

### Zastoupení ve sbírkách (výběr)
- Moravská galerie v Brně[15]
- Muzeum skla a bižuterie v Jablonci nad Nisou
- Severočeské muzeum p.o., Liberec
- Uměleckoprůmyslové museum, Praha

### Realizace (výběr)
- 1977–1978 Zrcadlová stěna s vybrušovanými čočkami, Nová radnice, Moravská Ostrava[16]
- Skleněná stěna 3,5 × 2 m – technická knihovna, Spolana Neratovice
- Broušená zrcadlová stěna 4 × 1,5 m – klub Českého hudebního fondu v Praze
- Pískované vitráže, Spořitelna v Mostě

### Výstavy (výběr)

#### Autorské
- 1964 Moravská galerie v Brně (s F. Víznerem, V. Urbanem)
- 1969 Galerie Prag, Mnichov (s A. Maturou)
- 1985 Muzeum Františkovy lázně (s P. Pánkem)
- 1983/1984 Rudolf Jurnikl: Sklo, Galerie Nová síň, Praha

#### Kolektivní
- 1961 Užité umění a průmyslové výtvarnictví, Uměleckoprůmyslové museum, Praha
- 1962 Lisované sklo, Uměleckoprůmyslové museum, Praha
- 1962 Výstava lisovaného skla, Galerie ÚBOK, Praha
- 1963 Współczesne szkło w Czechosłowacji, Muzeum Śląskie, Wrocław
- 1964 Tschechoslowakisches Glas, Grassi – Museum für Angewandte Kunst, Lipsko
- 1964 Lisované sklo, Uměleckoprůmyslové muzeum, Brno
- 1965 Tsjekkoslovakisk glass, keramik og tekstiler, Kunstindustrimuseet – The Museum of Decorative Arts and Design, Oslo
- 1965 Výtvarní umělci k výročí 20 let ČSSR, Dům U Hybernů, Praha
- 1966 Aktuální tendence v československém užitém umění a průmyslovém výtvarnictví, Obecní dům, Praha
- 1969 50 let českého užitého umění a průmyslového výtvarnictví, Mánes, Praha
- 1969 50 Jahre der Tschechischen angewandten Kunst und Industrial Design, MAK – Österreichisches Museum für angewandte Kunst / Gegenwartskunst, Vídeň
- 1970 Současné české sklo, Mánes, Praha
- 1970 	Zamiary i zapasy: 50 lat czeskiej sztuki stosowanej i plastyki przemysłowej, Muzeum Śląskie, Wrocław
- 1972/1973 Angewandte Kunst aus der ČSSR, Kunsthalle Weimar, Kunsthalle Rostock, Neue Galerie, Berlín
- 1973/1974 Böhmisches Glas der Gegenwart, Museum für Kunst und Gewerbe Hamburg, Museum Kunstpalast, Düsseldorf, Badisches Landesmuseum Karlsruhe, Kunstgewerbemuseum Berlin, Kunstsammlungen der Veste Coburg
- 1977 Umělecké sklo 1977. Oborová přehlídka současné sklářské tvorby, Praha
- 1979 Jablonec 79: III. mezinárodní výstava skla a porcelánu, Jablonec nad Nisou
- 1980 Die Kunst Osteuropas im 20. Jahrhundert, Garmisch-Partenkirchen
- 1983 Keramika, textil, sklo '83 v kultuře bydlení, Galerie Jaroslava Fragnera, Praha
- 1983 Lisované sklo, Uměleckoprůmyslové museum, Praha
- 1983 Současné lisované sklo, Uměleckoprůmyslové museum, Praha, Moravská galerie v Brně
- 1984 Československé sklo '84: Umělecká sklářská tvorba, Valdštejnská jízdárna, Praha
- 1990 Skleněný inspiromat: Československé sklo z let 1955–1965, Severočeské muzeum p.o., Liberec
- 1991 Prague Glass Prize 91 / Sklářská cena Praha 91, Mánes, Praha
- 1996/1997 Užité umění 60. let, Uměleckoprůmyslové muzeum, Brno
- 2005 Aufbruch. Tschechische Glas 1945–1980, Museum Kunstpalast (Kunstmuseum Düsseldorf), Düsseldorf
- 2005/2006 Design in an Age of Adversity: Czech Glass, 1945–1980, The Corning Museum of Glass, Museum of Glass, Tacoma
- 2006 Sklo a světlo: 150 let sklářské školy v Kamenickém Šenově, Galerie design centra ČR, Praha, Uměleckoprůmyslové museum, Praha
- 2007 Czech Glass / 1945–1980 (Design in an Age of Adversity and Illusion) / České sklo / 1945–1980 (Tvorba v době mizerie a iluzí), Veletržní palác, Praha
- 2008 Hi Sklo Lo Sklo: Post War Czech Glass Design From Masterpiece To Mass-Produced, King's Lynn Arts Centre, Norfolk
- 2023 Ušlechtilý lis: Československé lisované sklo 1945–1985, Retromuseum, Cheb